# Long Island (ö i Bermuda, Warwick)
Long Island är en ö i Bermuda (Storbritannien).   Den ligger i parishen Warwick, i den sydvästra delen av landet, 4 km väster om huvudstaden Hamilton.